# Gabrielle Claes
 (mai 2009).
Si vous disposez d'ouvrages ou d'articles de référence ou si vous connaissez des sites web de qualité traitant du thème abordé ici, merci de compléter l'article en donnant les références utiles à sa vérifiabilité et en les liant à la section « Notes et références ».
Diplômée d'une licence en philologie romane, Gabrielle Claes succède à Jacques Ledoux, Conservateur de la Cinémathèque royale de Belgique de 1948 à 1988 et fondateur du Musée du cinéma de Bruxelles en 1962. Elle assume la charge de Conservateur de la Cinémathèque royale de Belgique jusqu'au 31 décembre 2011. 
Pour lui succéder, le Conseil d'Administration nomme Wouter Hessels, comme directeur et Nicola Mazanti comme vice-directeur  . Wouter Hessels démissionne quelques mois plus tard , Nicola Mazzanti, jusqu'ici responsable des collections film de la Cinémathèque, devient le nouveau Conservateur .
Gabrielle Claes a fait une apparition dans Toute une nuit de Chantal Akerman (1982)

## Récompense
2011 : Prix du mérite (Prijs van de verdienste) à la 2e cérémonie des Ensors (Prix du cinéma flamand)